# Nicolás Quintero
Nicolás Quintero (* 1. November 2006 in San Martín de los Andes) ist ein argentinischer Skirennläufer.

## Karriere
Quintero feierte sein internationales Renndebüt am 5. August 2022 in Chapelco bei einem Riesenslalom im Rahmen des South American Cups, wobei er mit Rang 9 auf Anhieb sich in unter den besten 10 klassieren konnte.
Sein erstes internationales Großereignis bestritt er ein knappes halbes Jahr später bei den Juniorenweltmeisterschaften in St. Anton am Arlberg, wobei er mit Rang 29 im Slalom seine beste Platzierung erreichte. 
Zu Beginn der Saison 2023/24 gewann Quintero seine erste Medaille bei nationalen Meisterschaften, Bronze im Slalom. Bei den Olympischen Jugend-Winterspielen in Gangwon verpasste er im Super-G nur knapp eine Medaille, auf den drittplatzierten Slowaken Andrej Barnáš fehlten ihm nur zwei Zehntelsekunden. Es war dies zugleich die beste Platzierung eines argentinischen Sportlers bei Olympischen Jugend-Winterspielen überhaupt.
Bei den kurz darauf stattfindenden Juniorenweltmeisterschaften in Département Haute-Savoie konnte Quintero jedoch nicht ganz an diese Leistung anknüpfen. Als bestes Ergebnis erreichte er gemeinsam mit Milan Grebenar den 23. Platz in der Team Kombination.
2025 nahm Quintero erstmals an Alpinen Skiweltmeisterschaften teil. Bei den Wettkämpfen in Saalbach belegte er in der Abfahrt den 46. Platz.

## Erfolge

### Weltmeisterschaften
- Saalbach 2025: 46. Abfahrt, DNF Super-G, DNF Slalom, DNQ Riesenslalom

### Juniorenweltmeisterschaften
- St. Anton 2023: 29. Slalom, 58. Riesenslalom
- Haute-Savoie 2024: 23. Team Kombination, 35. Riesenslalom, 38. Super-G, 41. Slalom
- Tarvis 2025: 15. Mannschaft, 28. Super-G, 28. Slalom, 41. Riesenslalom, DNF Team Kombination

### South American Cup
- 5 Platzierungen unter den besten 10

### Olympische Jugend-Winterspiele
- Gangwon 2024: 6. Super-G, 9. Slalom, 14. Alpine Kombination, 15. Mannschaft, 19. Riesenslalom

### Weitere Erfolge
- Bronze bei den argentinischen Meisterschaften im Riesenslalom (2024)
- Bronze bei den argentinischen Meisterschaften im Slalom (2023)
- 4 Podestplätze bei FIS-Rennen, davon ein Sieg